# Greenfield Park, New South Wales
Greenfield Park este o suburbie în Sydney, Australia.